# Yannick Noah All Star Tennis '99
Yannick Noah All Star Tennis '99 (All Star Tennis '99) est un jeu vidéo de tennis sorti en 1998 sur Nintendo 64 et PlayStation. Le jeu a été développé par Smart Dog et édité par Ubisoft.
Il tient son nom de l'ancien joueur de tennis français Yannick Noah.

## Joueurs
| Hommes : - Jonas Björkman - Michael Chang - Richard Krajicek - Gustavo Kuerten - Mark Philippoussis | Femmes : - Amanda Coetzer - Conchita Martínez - Jana Novotná |